# St. Laurentius (Hackenhofen)

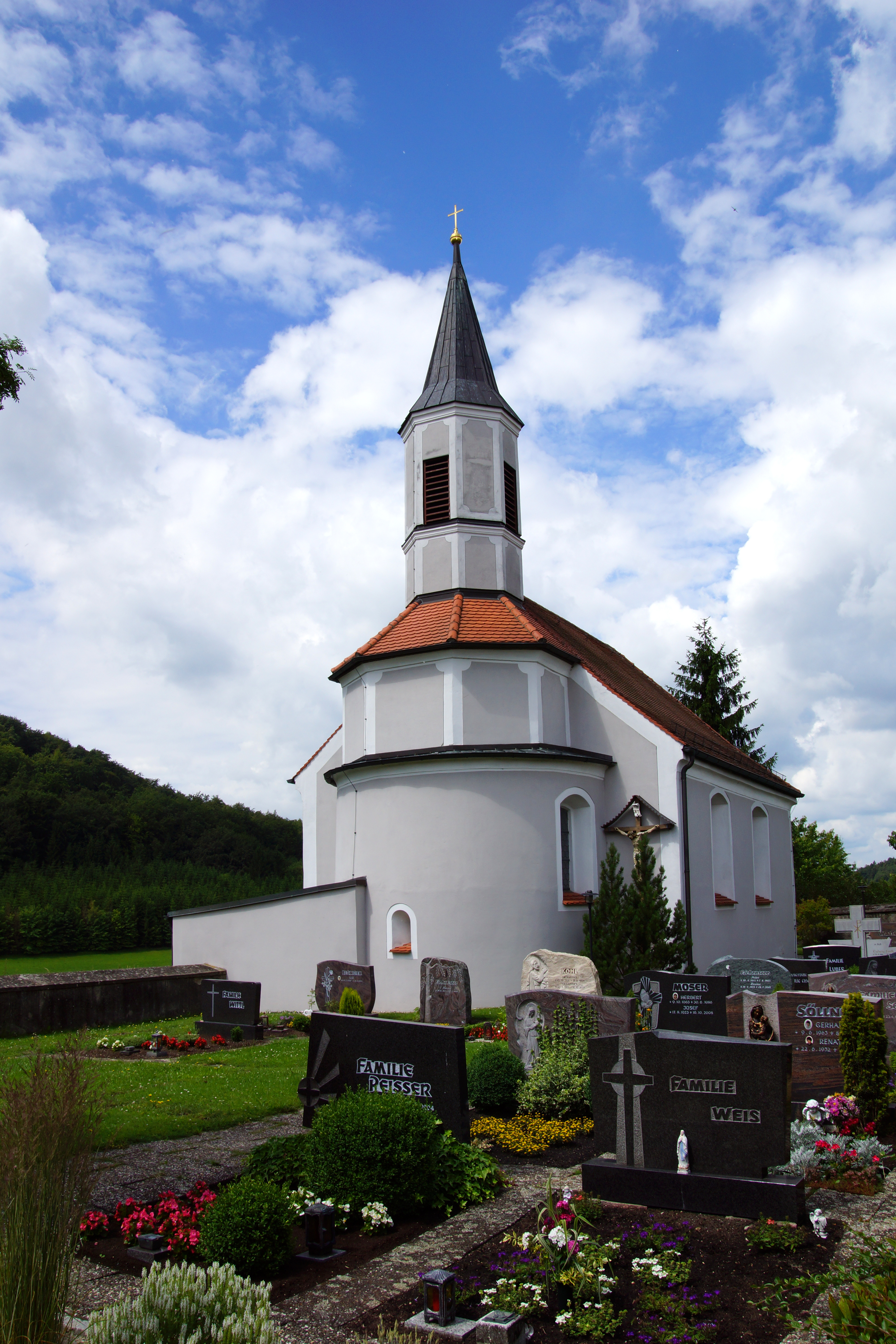
St. Laurentius (Hackenhofen)

Die römisch-katholische, denkmalgeschützte Filialkirche St. Laurentius steht in Hackenhofen, einem Gemeindeteil der Stadt Parsberg im Landkreis Neumarkt in der Oberpfalz. Die Kirche gehört zur Diözese Regensburg. Das Bauwerk ist unter der Denkmalnummer D-3-73-151-20 als Baudenkmal in die Bayerische Denkmalliste eingetragen.

## Beschreibung
Die im Kern romanische Saalkirche wurde in der 1. Hälfte des 17. Jahrhunderts umgestaltet. Sie besteht aus einem Langhaus und einem eingezogenen, halbrund geschlossenen Chor im Osten, auf dessen achteckigem Obergeschoss ein achteckiger Dachreiter sitzt, der den Glockenstuhl beherbergt, und der mit einem achtseitigen Knickhelm bedeckt ist. Der Innenraum des Langhauses ist mit einer Flachdecke überspannt, der des Chors mit einem Stichkappengewölbe, das auf Pilastern sitzt. Zur Kirchenausstattung gehören der am Anfang des 18. Jahrhunderts gebaute Hochaltar mit der Darstellung des Heiligen Laurentius auf dem von vier Säulen flankierten Altarretabel und die in der 2. Hälfte des 17. Jahrhunderts aufgestellte Kanzel.